# Новокургатай
Новокургата́й (рос. Новокургатай) — село у складі Акшинського району Забайкальського краю, Росія. Адміністративний центр та єдиний населений пункт Новокургатайського сільського поселення.

## Населення
Населення — 640 осіб (2010; 777 у 2002).
Національний склад (станом на 2002 рік):
- росіяни — 90 %